# Steinheimer Schneckensand

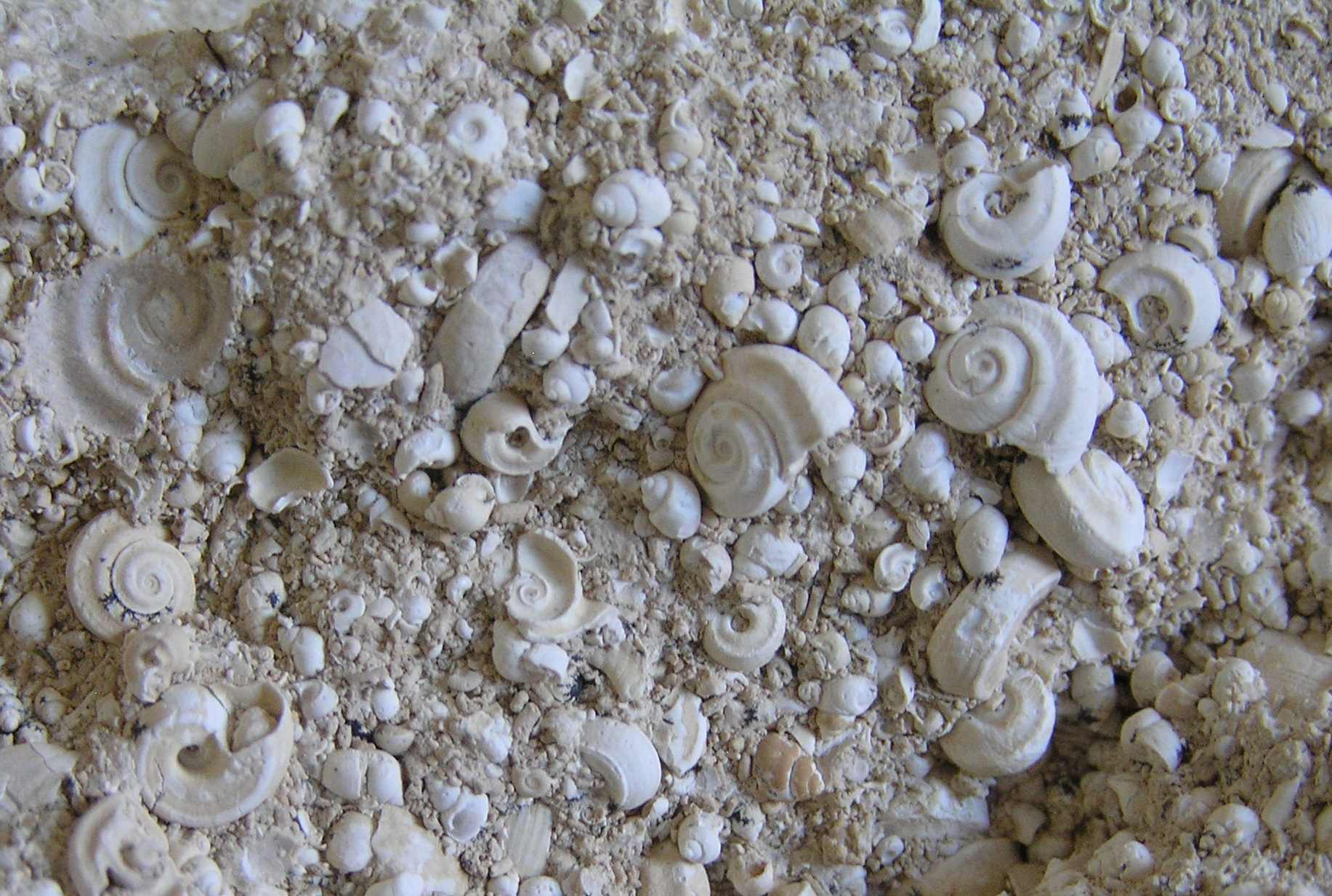
Steinheimer Schneckensand

Steinheimer Schneckensand ist die Bezeichnung für den mit fossilen Schneckengehäusen durchmischten Sand, der an vielen Stellen im Steinheimer Becken (im baden-württembergischen Landkreis Heidenheim, Gemeinde Steinheim am Albuch) zutage tritt. Der Sammleraufschluss an der Pharionschen Grube ist seit 2019 ein „Geopoint“ des Geoparks Schwäbische Alb.

## Entstehung
An den Rändern des durch einen Meteoreinschlag entstandenen Beckens wurden die Gesteine zertrümmert und vermischt und bildeten die Bunte Brekzie. Im entstandenen See (durch den Einschlag war das natürliche Wassernetz blockiert) lagerten sich zahlreiche Fossilien ab. Der Paläontologe Franz Hilgendorf bemerkte, dass die Schneckengehäuse in aufeinanderfolgenden Schichten ihre Gestalt langsam veränderten, was den frühesten direkten Beleg für die Evolutionstheorie Charles Darwins darstellte. Informationen dazu gibt es auch im Meteorkratermuseum Steinheim am Albuch.